# Ulica Prosta w Warszawie

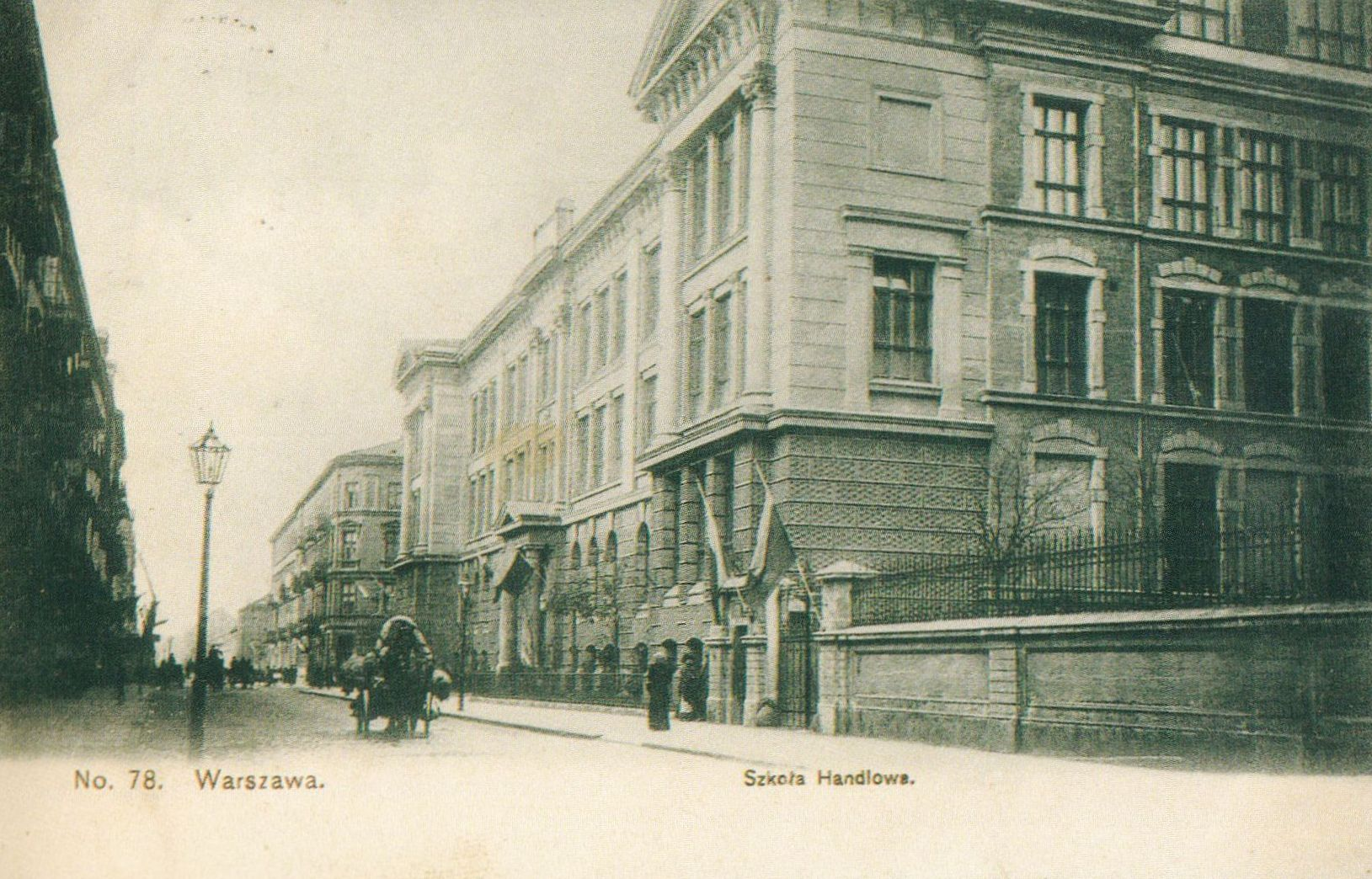
Ulica Prosta ok. 1908, widok w kierunku zachodnim. Po prawej gmach Szkoły Handlowej Zgromadzenia Kupców m. Warszawy

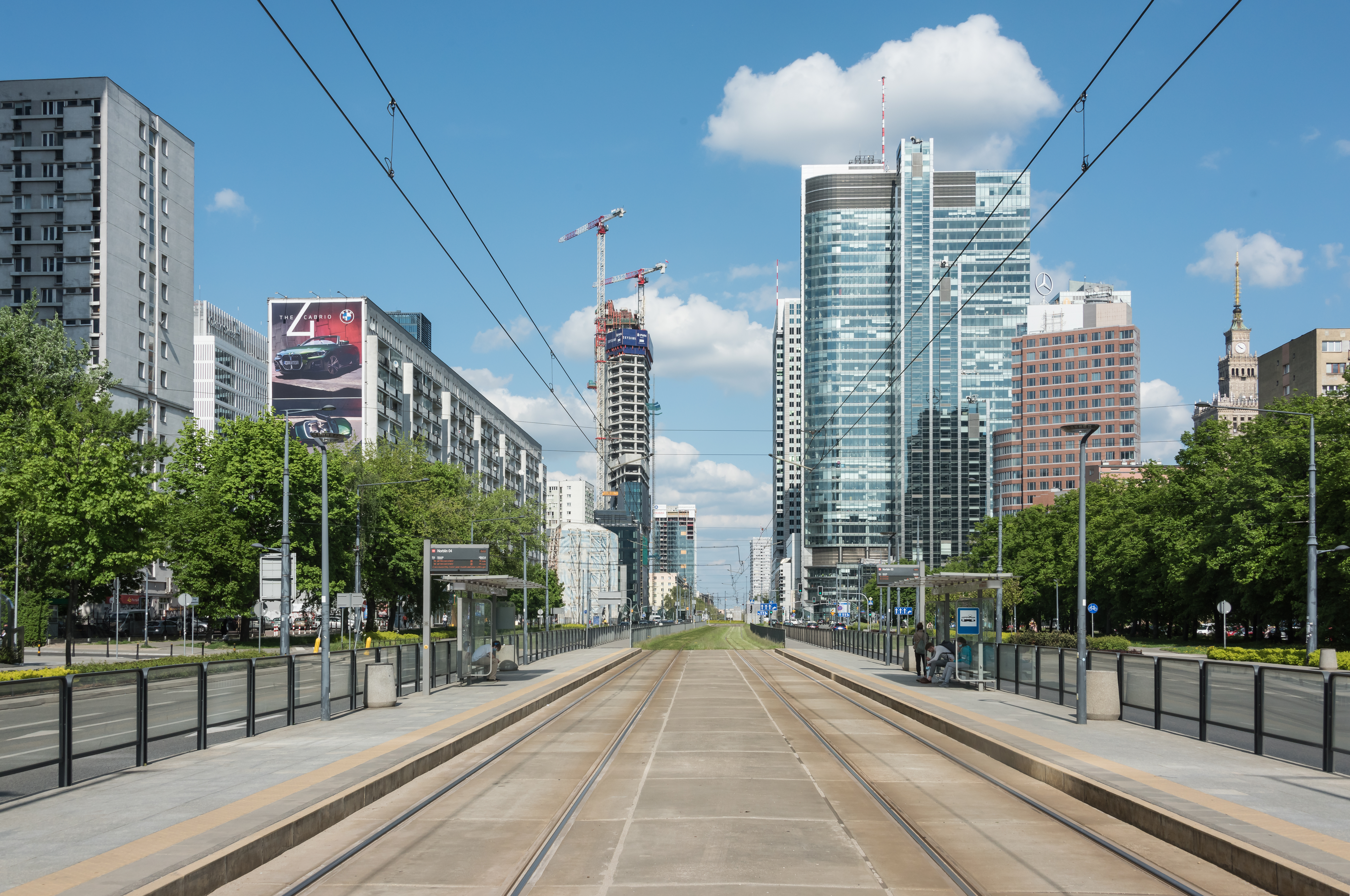
Ulica Prosta, widok ze skrzyżowania z ul. Żelaznej kierunku wschodnim

Ulica Prosta – ulica w warszawskiej dzielnicy Wola.

## Historia
Ulica to dawna droga narolna, która od 1650 stanowiła granicę jurydyki Grzybów. Nazwa Prosta została nadana w 1770.
Bieg ulicy ukształtował się w ostatnich dekadach XIX wieku. Pierwotnie łączyła ona ulicę Twardą z Towarową. W 1864 została wybrukowana.
W latach 1905–1906 na rogu ulicy Prostej i Waliców wybudowano gmach Szkoły Handlowej Zgromadzenia Kupców m. Warszawy zaprojektowany przez Edwarda Goldberga. W okresie międzywojennym wśród mieszkańców ulicy przeważała ludność żydowska.
W listopadzie 1940 wschodni odcinek ulicy, między ul. Żelazną i ul. Twardą, znalazł się w granicach warszawskiego getta.
10 maja 1943 przez właz znajdujący się na ulicy Prostej ewakuowała się kanałami z getta na stronę „aryjską” grupa żydowskich powstańców, wśród nich m.in. Marek Edelman. W 2010 w tym miejscu odsłonięto pomnik upamiętniający to wydarzenie.
Podczas powstania warszawskiego, we wrześniu 1944, grupa żołnierzy Armii Krajowej z batalionu Wacława Stykowskiego „Hala” dokonała w piwnicach domów przy ul. Prostej i Twardej mordu na kilkunastu ukrywających się tam Żydach. Była to najpoważniejsza zbrodnia dokonana na terenie zajętym przez powstańców.
Prawie cała zabudowa ulicy została zniszczona w 1944.
24 listopada 1961 nazwę ulica Prosta nadano 450-metrowemu odcinkowi nowej drogi pomiędzy skrzyżowaniami z ulicami Towarową i Karolkową, która połączyła dotychczasową ulicę Prostą z ulicą Marcina Kasprzaka.
Przy ulicy powstały bloki zbudowanego w latach 1965–1972 osiedla Za Żelazną Bramą. Ok. 1968 ulica została przebudowana i poszerzona.
W okresie PRL, w latach 50. lub 60.. pod ulicą przekopano ok. 200-metrowy tunel o szerokości 3,45 metra, łączący Zakłady Dom Słowa Polskiego z centrum spedycji prasy RSW „Prasa” znajdujący się przy ul. Prostej róg ul. Wroniej. Tunel pod ulicą zlikwidowano w 2022 roku z powodu zagrożenia zapadnięcia się jezdni lub torów tramwajowych.
Od 11 września 2010 do 30 września 2014 ulica była zamknięta dla ruchu kołowego na całej swej długości w związku z budową centralnego odcinka II linii warszawskiego metra. Ulica została wtedy poszerzona (dwie jezdnie z dwoma pasami ruchu w każdą stronę). Przebudowano także skrzyżowania z ulicami Twardą i Żelazną, a torowisko tramwajowe na całej długości ulicy znalazło się pomiędzy jezdniami.

## Ważniejsze obiekty
- Biurowiec Crown Point
- Biurowiec Prosta Office Center
- Biurowiec Prosta Tower
- Biurowiec Skyliner
- Biurowiec Warsaw Unit
- Fabryka Norblina, d. Norblin, Bracia Buch i T. Werner
- Kompleks biurowy Generation Park
- Kompleks biurowy Mennica Legacy Tower
- Kompleks biurowy Warsaw Hub
- Łucka City
- Polfa Warszawa
- Pomnik Ewakuacji Bojowników Getta Warszawskiego
- Stacja metra Rondo Daszyńskiego
- Stacja metra Rondo ONZ

## Obiekty nieistniejące
- Szkoła Handlowa Zgromadzenia Kupców m. Warszawy